# レイ・コメタ
レイ・コメタ（Rey Cometa）のリングネームで知られるマリオ・ゴンザレス（Mario Alberto González、1983年3月11日 - ）は、メキシコのプロレスラー。CMLL所属。ケレタロ州ケレタロ出身。

## 来歴
ドラゴン・デ・オリエンテIより名付けられたレイ・コメタのリングネームで、1999年4月30日、16歳でプロレスデビューを果たす。
2005年、AAAで活動し、2008年に同団体の戦線から離脱。その後、CMLLに拠点を移した。
2012年9月14日、マスカラ・コントラ・マスカラルールで、ピューマ・キングと対戦したが、ギブアップ負けを喫する。試合後にマスクを脱ぎ、素顔を晒した。その後、素顔で活動を続け、ラ・フィエブレ・アマリージャのOKUMURA & ナマハゲと抗争を展開する。
2013年3月15日、「オメナヘ・ア・ドス・レジェンダス」のメインイベントにストゥーカ・ジュニアとのタッグで出場。OKUMURA & ナマハゲ組とマスカラ&カベジェラ vs マスカラ&カベジェラ形式のタッグマッチで対戦。一本目はコメタがピンフォール負けを喫したが、その後は立て続けに勝利を収め、OKUMURAを丸坊主に、ナマハゲのマスクを剥ぐことに成功した。4月26日、素顔を晒したナマハゲを相手に、カベジェラ・コントラ・カベジェラルールで対戦。450°スプラッシュでナマハゲからピンフォール勝ちを収め、ナマハゲの髪の毛を刈ることに成功した。
2014年1月、新日本プロレスが主催する「CMLL FANTASTICA MANIA 2014」に出場。同団体に初参戦を果たした。

## 得意技
450°スプラッシュ
コメタ・エスペシアル
場外にいる相手に対して、助走を付けて空中で2回以上錐揉み回転を加えて飛び込んでいくプランチャ・スイシーダ。

## 獲得タイトル
- ケレタロ・ステート・ライトヘビー級王座